# Conde de Cavaleiros
Conde de Cavaleiros é um título nobiliárquico criado por D. João, Príncipe Regente de D. Maria I de Portugal, por Decreto de 14 e Carta de 29 de Novembro de 1802, em favor de D. Rodrigo José António de Meneses, antes Senhor de Cavaleiros jure uxoris.
Titulares
1. D. Rodrigo José António de Meneses, Senhor e 1.º Conde de Cavaleiros;
2. D. Gregório José António Ferreira de Eça e Meneses, 2.º Conde de Cavaleiros;
3. D. Rodrigo José de Meneses de Eça, 3.º Conde de Cavaleiros.

Após a Implantação da República Portuguesa, e com o fim do sistema nobiliárquico, usaram o título: 
1. D. Afonso Caetano de Barros e Carvalhosa de Bragança, 4.º Conde de Cavaleiros, 7.º Duque de Lafões, 13.º Conde e 3.º Duque de Miranda do Corvo, 10.º Marquês de Arronches, 10.º Marquês de Marialva, 10.º Conde de Cantanhede.
2. D. Miguel Bernardo de Casal Ribeiro Bravo de Bragança, 5.º Conde de Cavaleiros, 8.º Duque de Lafões, 14.º Conde e 4.º Duque de Miranda do Corvo, 11.º Marquês de Arronches (2021-2022), 11.º Marquês de Marialva, 11.º Conde de Cantanhede.[2]